# 이슬람 마카체프

## 개요
이슬람 마카체프(Islam Makhachev, 1991년 10월 27일 ~ )는 러시아의 종합격투기 선수로, UFC 라이트급 챔피언이다. 사모와 레슬링을 기반으로 한 그래플링 능력과 안정적인 경기 운영 능력을 갖춘 올라운더로 평가된다. UFC 역사상 최다 연승 및 타이틀 방어 기록을 경신하며 라이트급 최강자로 자리매김하고 있다.

## 경력
2010년 종합격투기에 데뷔한 마카체프는 러시아 내 대회를 중심으로 활약하다 2015년 UFC에 입성하였다. 이후 연승 가도를 달리며 상위 랭커들을 차례로 제압했고, 2022년 UFC 라이트급 타이틀을 획득하였다. 이후 Volkanovski, Poirier, Moicano 등을 꺾으며 타이틀 5차 방어에 성공했다.

## 파이팅 스타일
레슬링과 사모 기반의 강한 테이크다운과 탑 컨트롤이 특징이며, 주짓수 서브미션 능력도 뛰어나다. 최근에는 타격 기술도 향상되면서 전형적인 그래플러에서 올라운더로 전환되었다.

## 종합격투기 전적
| 결과 | 전적 | 상대                  | 방식                          | 대회            | 날짜       | 장소                    |
| ---- | ---- | --------------------- | ----------------------------- | --------------- | ---------- | ----------------------- |
| 승   | 27–1 | Renato Moicano        | 서브미션 (다스 초크)          | UFC 311         | 2025-01-18 | 미국 잉글우드           |
| 승   | 26–1 | Dustin Poirier        | 서브미션 (다스 초크)          | UFC 302         | 2024-06-01 | 미국 뉴어크             |
| 승   | 25–1 | Alexander Volkanovski | KO (헤드킥 & 해머피스트)      | UFC 294         | 2023-10-21 | 아랍에미리트 아부다비   |
| 승   | 24–1 | Alexander Volkanovski | 판정 (전원일치)               | UFC 284         | 2023-02-11 | 호주 퍼스               |
| 승   | 23–1 | Charles Oliveira      | 판정 (전원일치)               | UFC 282         | 2022-12-10 | 미국 라스베이거스       |
| 승   | 22–1 | Bobby Green           | TKO (펀치)                    | UFC Fight Night | 2022-02-26 | 미국 라스베이거스       |
| 승   | 21–1 | Dan Hooker            | 서브미션 (킴라록)             | UFC 267         | 2021-10-30 | 아랍에미리트 아부다비   |
| 승   | 20–1 | Thiago Moises         | 서브미션 (리어네이키드 초크)  | UFC on ESPN     | 2021-07-17 | 미국 라스베이거스       |
| 승   | 19–1 | Drew Dober            | 서브미션 (암 트라이앵글 초크) | UFC 259         | 2021-03-06 | 미국 라스베이거스       |
| 승   | 18–1 | Davi Ramos            | 판정 (전원일치)               | UFC 242         | 2019-09-07 | 아랍에미리트 아부다비   |
| 승   | 17–1 | Arman Tsarukyan       | 판정 (전원일치)               | UFC Fight Night | 2019-04-20 | 러시아 상트페테르부르크 |
| 승   | 16–1 | Kajan Johnson         | 서브미션 (암바)               | UFC on Fox      | 2018-07-28 | 캐나다 캘거리           |
| 승   | 15–1 | Gleison Tibau         | KO (펀치)                     | UFC 220         | 2018-01-20 | 미국 보스턴             |
| 패   | 14–1 | Adriano Martins       | KO (펀치)                     | UFC 192         | 2015-10-03 | 미국 휴스턴             |
| 승   | 14–0 | Leo Kuntz             | 서브미션 (리어네이키드 초크)  | UFC 187         | 2015-05-23 | 미국 라스베이거스       |

## 타이틀 및 수상
- UFC 라이트급 챔피언 (2022년 ~ 현재)
- UFC 라이트급 최다 연승 (15연승 이상)
- UFC 라이트급 최다 타이틀 방어 (5회)
- 퍼포먼스 오브 더 나이트 수상 다수

## 관련 문서
- UFC
- 라이트급 (MMA)
- 찰스 올리베이라
- 알렉산더 볼카노프스키
- 더스틴 포이리에
- 레나토 모이카노